# Anatoli Pawlowitsch Markejew

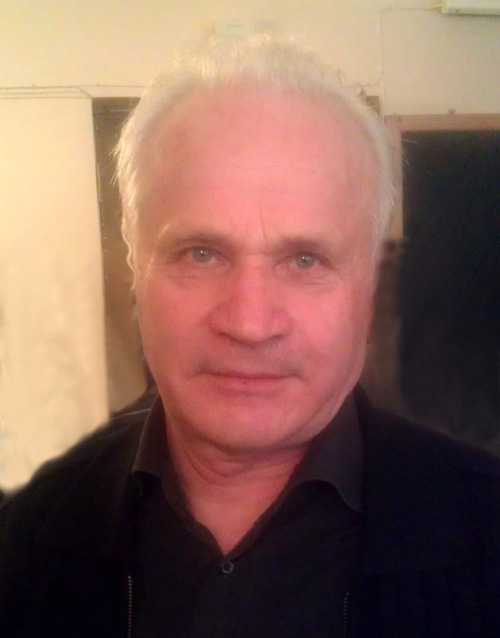
Markejew

Anatoli Pawlowitsch Markejew, russisch Анатолий Павлович Маркеев, englische Transkription Markeev, (* 17. Mai 1942 im Nowaja Slobodka, Oblast Kursk)  ist ein sowjetischer Mathematiker und Mechanik-Experte.

## Leben
Markejew wuchs unter harten Bedingungen auf dem Land auf. Sein Heimatdorf war zeitweise von den Deutschen besetzt und auch danach gab es Hungerperioden. Er studierte ab 1960 am Moskauer Institut für Physik und Technologie (MIPT) und wurde 1969 mit einer Dissertation über Himmelsmechanik promoviert. Er arbeitete damals über Raumfahrtprobleme. 1975 habilitierte er sich (russischer Doktortitel) und wurde Professor am Luftfahrtinstitut in Moskau (MAI), zunächst für Algebra und Funktionentheorie und anderthalb Jahre später für theoretische Mechanik. 1987 wurde er leitender Wissenschaftler am Institut für Probleme der Mechanik der Sowjetischen Akademie der Wissenschaften. Ab 2009 lehrte er am Moskauer Institut für Physik und Technologie.
Er untersuchte unter anderem die Stabilität eines Kreisels auf einer Umlaufbahn (worüber er schon in den 1960er Jahren veröffentlichte) und die Stabilität von Lagrange-Punkten, die Bewegung rollender starrer Körper und ausgedehnter flexibler Raumstationen. Er untersuchte auch die Stabilität verschiedener Kreiselprobleme (wie den Grioli-Fall).
2013 erhielt er den Ljapunow-Preis. Ein Kleinplanet wurde 1992 nach ihm benannt. 1994 erhielt er den Staatspreis der Russischen Föderation.

## Bücher
- Librationspunkte in der Himmelsmechanik und Raumfahrtdynamik, Nauka 1978 (Russisch)
- Theoretische Mechanik, Fizmatlit 1990 (Russisch, weitere Auflagen bis 2007)
- Die Dynamik eines Körpers in Kontakt mit einer starren Fläche, Fizmatlit 1992 (Russisch)
- mit N. V. Banichuk u. a.: Die Mechanik großer Strukturen im Weltraum, Factorial 1997 (Russisch)